# Vorstadtkrokodile (2009)
Vorstadtkrokodile ist die zweite Verfilmung des gleichnamigen Kinderbuches (1976) von Max von der Grün (1926–2005). Der Kinofilm wurde von der Filmbewertungsstelle Wiesbaden mit dem Prädikat „besonders wertvoll“ ausgezeichnet.

## Handlung
Der etwa zehnjährige Hannes muss als Mutprobe zur Aufnahme in die Krokodilerbande auf das Dach einer alten Ziegelei klettern. Dabei rutscht er ab und gerät, an der Dachrinne und schließlich nur noch an einer dünnen Kette hängend, in Lebensgefahr. Der Vorfall wird von dem querschnittgelähmten Kai per Teleskop beobachtet. Er alarmiert die Feuerwehr. Im letzten Moment treffen die Retter auf dem Ziegeleigelände ein und können ihr Sprungkissen einsetzen, so dass Hannes den Sturz unverletzt übersteht. Von der Feuerwehr erfährt Hannes den Namen des Anrufers und besucht ihn, um sich zu bedanken.
Kai, der an seinem neuen Wohnort noch keinen Anschluss gefunden hat und sich deswegen von seiner Mutter unter Druck gesetzt fühlt, möchte gerne in Kontakt mit der Bande kommen, doch zunächst widersetzen sich außer Maria, dem einzigen Mädchen, alle Kinder dem Vorschlag, den Hannes ihnen unterbreitet. So bleibt Kai auf seine Kontakte über schuelerVZ etc. angewiesen. Eines Nachts hört er beim Chatten draußen Glas splittern, wendet sich vom Computer ab und wird Zeuge eines Einbruchs in ein Geschäft durch drei Motorradfahrer. Die 1000 Euro Belohnung, die zur Ergreifung der Serientäter ausgesetzt werden, interessieren auch die Bande – insbesondere Hannes, dessen Mutter kaum den Lebensunterhalt verdienen kann und schließlich auch noch selbst zum Opfer eines dieser Überfälle wird. Kai, den Hannes schließlich doch zum bisherigen Hauptquartier der Vorstadtkrokodile mitgenommen hat, trifft dort genau in dem Moment ein, in dem die Kinder feststellen müssen, dass das Baumhaus abgebrannt ist. Er lotst sie zum Gelände der alten Ziegelei, wo sie ein Warenlager entdecken – offensichtlich das Versteck der Einbrecher.
Anhand von Kais Beobachtungen und der Reifenspuren auf dem Ziegeleigelände beginnen die Kinder mit Nachforschungen in der Umgebung. Dabei geraten sie verschiedenen Zweiradfahrern in die Quere, insbesondere Dennis, dem älteren Bruder des Bandenmitglieds Frank, und seinen beiden Freunden Kevin und Achmed. Der Konflikt gipfelt in einem Angriff der drei Motorradfahrer auf Kai, der sich zunächst durch einen gezielten Melonenwurf verteidigen kann und dann zu einer rasanten Flucht ansetzt, in deren Verlauf er von einer Radaranlage geblitzt wird und an deren Ende er schließlich zwischen den Tischen und Stühlen eines Straßencafés stürzt. Für Hannes ist dieser Angriff das Signal, jetzt endlich zur Polizei zu gehen und die Beobachtungen zu den Einbrechern zu melden – bislang hat die Bande aus Rücksicht auf Frank und weil die endgültigen Beweise fehlten, dies immer noch abgelehnt. Doch auf der Polizeiwache müssen die Krokodiler nicht nur feststellen, dass Kai mittlerweile durch das Bild der Radarfalle aktenkundig geworden ist, sondern dass es den Einbrechern außerdem inzwischen gelungen ist, die Schuld an den Einbrüchen einer Gruppe von Albanern zuzuschieben. So beschließen sie, für hieb- und stichfeste Beweise zu sorgen und den Einbrechern in der letzten Nacht vor der Sprengung der Ziegelei dort aufzulauern, um sie beim Abtransport der Beute zu filmen und zu fotografieren. Dieser Plan geht schließlich auf, sodass die Krokodilerbande in den Besitz der Belohnung kommt. Sie verwendet das Geld, um ein Handbike für Kai anzuschaffen, der nun entgegen den ursprünglichen Plänen seiner Mutter doch nicht auf eine Spezialschule geschickt wird. Maria, die von Anfang an in Hannes verliebt war, bekommt von ihm während der Sprengung der Ziegelei ihren ersten Kuss, und schließlich kann auch noch Hannes’ Mutter von ihrem bestandenen Examen berichten, das auf eine bessere Zukunft für ihren Sohn und sie hoffen lässt.

## Unterschiede zur Verfilmung von 1977
Während sich die unter Mitwirkung von der Grüns für das Fernsehen produzierte Verfilmung von 1977 noch eng an die Literaturvorlage hielt, weicht diese erste Kinoverfilmung davon ab: Sie wurde in verschiedenen Details modernisiert, damit sich auch heutige Jugendliche als Zuschauer damit identifizieren können. Die Krokodilerbande besteht aus acht Mitgliedern (im Fernsehfilm sind es elf, im Buch zehn), die außer Hannes, Maria, Frank und Peter neue Namen erhielten. Die Familiensituationen sind teilweise aktuelleren Verhältnissen angeglichen; so wird Hannes etwa als Sohn einer alleinerziehenden Studentin gezeigt. Während im Buch und in der ersten Verfilmung nur deutsche Kinder Mitglieder der Bande waren, gehört jetzt auch ein Grieche zu den Vorstadtkrokodilen. Frank trägt keine Lederhose mehr. Aus den italienischen Gastarbeitern im Buch sind Albaner geworden. Die aufzuklärende Straftat ist kein Einbruch, sondern ein Raubüberfall auf ein Ladengeschäft, und Hannes’ Mutter, die in diesem Geschäft arbeitet, um ihr Studium abschließen zu können, ist direkt davon betroffen. Auch andere Änderungen, etwa die eingefügten Verweise auf soziale Netzwerke im Internet, dienen wohl vorrangig dazu, die Handlung an die heutige Lebenswirklichkeit von Kindern und Jugendlichen anzupassen.
Kai – im Buch Kurt – ist durch einen Unfall beim Spiel mit seinem Vater querschnittgelähmt, was zusätzliche Spannungen in die ohnehin als schwierig dargestellte Familiensituation bringt. Dieser Unfall liegt, anders als in Max von der Grüns Vorlage, noch nicht lange zurück. Kai ist gerade erst mit seinen Eltern in das Viertel gezogen und besucht, anders als Kurt im früheren Film und im Buch, keine Sonderschule. Seine Mutter, die davon ausgeht, dass er in der neuen Wohngegend keine Freunde finden wird, möchte ihn jedoch auf eine spezielle Schule für Körperbehinderte schicken und setzt ihn dadurch und durch ihr behütendes Verhalten unter Druck. Gleichzeitig wird er als selbstständiger dargestellt als der Kurt des Fernsehfilms. Dies gipfelt in einer Verfolgungsszene, in der er mit seinem durch einen Raketenantrieb für Flugmodelle aufgerüsteten Rollstuhl den Räubern zu entkommen versucht. Am Ende wird er mit einem Handbike überrascht, während in der ersten Film- und in der Buchversion nur die Rede davon ist, die Belohnung zum Ankauf eines Behindertendreirades zu verwenden.

## Hintergründe

### Besetzung
Willy Semmelrogge (1923–1984) spielte in der Verfilmung von 1977 den Minigolfplatzbesitzer. Sein Sohn Martin (* 1955), der damals einen der Einbrecher verkörperte, spielt in dieser Verfilmung den Minigolfplatzbesitzer. Heiner Beeker, der in der ersten Verfilmung die Rolle des Frank in Lederhose übernommen hatte, tritt jetzt als Feuerwehrmann auf, der bei Hannes’ Rettung im Einsatz ist.
Aaron Fotheringham doubelte den Darsteller des Kai in der Szene mit der Verfolgungsjagd; an einigen Stellen der Aufnahmen kann man erkennen, dass er für die Stunts nicht den Rollstuhl benutzte, in dem der Darsteller des Kai agiert.

### Drehorte
Gedreht wurde vom 17. Juni bis zum 30. August 2008 in der Nähe der Handlungsorte der früheren Verfilmung:
- Mönchengladbach: Laden von Hannes’ Mutter (Dohler Straße 71 in Bonnenbroich-Geneicken); Minigolfplatz (Carl-Diem-Straße); vor dem EDEKA, Fußgängerzone (An der Stadtmauer); Verfolgungsjagd Kai und Motorräder (Hindenburgstraße zwischen Saturn und Theater).
- Hückelhoven: Polizeiwache (Dinstühler Straße); Häuser von Peter, Frank, Dennis und Jorgo (Loerbrockstraße); Basketballplatz (Am Landabsatz); Haus von Olli und Maria (Van-Woerden-Straße); Haus von Kai (Körferstraße); Baumhaus (Waldstück vor Doveren).
- Dülken: Motorradladen (Lindenallee/Kastanienstraße).
- Wildenrath: Dach bei der Mutprobe (Friedrich-List-Allee).
- Brüggen: Ziegelei an der L 221, Schwimmbad (Brüggener Straße, zum Laarer See).
- Viersen: Rockerkneipe (Freiheitsstraße).
- Dortmund, Nettetal

### Anspielungen auf andere Filme
Maria wird in einer Szene lesend im Bett gezeigt. Dabei liest sie das Buch Die Welle. Das Buchcover zeigt das Filmplakat des 2008 mit Jürgen Vogel gedrehten gleichnamigen Kinofilms, der ebenfalls von Christian Becker produziert wurde. Jacob Matschenz, der in Vorstadtkrokodile die Rolle des Dennis verkörpert, spielt in Die Welle zudem eine gleichnamige Figur.
Im Abspann und in der Szene im Polizeirevier mit Ralf Richter ist aus dem Radio der Song Amada Mia Amore Mio zu hören. Dabei handelt es sich um eine Coverversion der K-Rings Brothers von der Originalversion des Songs von El Pasador, die in der TV-Version von 1977 zu hören war.

## Erstaufführungen
Kinostart war am 26. März 2009. Anlässlich der Berlinale wurde der Film bereits am 10. Februar 2009 im Willy-Brandt-Haus vor prominentem Publikum vorgeführt; Gäste waren u. a. Franz Müntefering und Frank-Walter Steinmeier.

## Kosten
Das Budget betrug 4,5 Mio. Euro. Der Film wurde gefördert von der Filmstiftung NRW GmbH (900.000 Euro), dem FilmFernsehFonds Bayern, der FFA FilmFörderungsAnstalt GdöR und dem Deutschen Filmförderfonds (DFFF).

## Kritiken
- Christina Krisch schrieb am 26. März 2009 in der Kronen-Zeitung, der Film besteche durch überzeugend agierenden Nachwuchs. Actiongeladene Sequenzen und eine originelle Rififi-Nummer am Ende sorgten für rasanten Spaß. Dass der Film mit dem Thema Querschnittlähmung unverkrampft umgehe, bescheinige ihm auch didaktische Qualitäten.[7]

## Auszeichnungen
Im Jahr 2009 wurde Vorstadtkrokodile zweifach auf dem niederländischen Filmfestival Cinekid preisgekrönt (Publikumspreis und MovieSquad Junior Award). 2010 folgte die Auszeichnung beim Deutschen Filmpreis als Bester programmfüllender Kinderfilm, während Hauptdarsteller Nick Romeo Reimann als bester internationaler Hauptdarsteller für den US-amerikanischen Young Artist Award nominiert wurde.

## Fortsetzungen
- Vorstadtkrokodile 2 (2010)
- Vorstadtkrokodile 3 (2011)